# Jamiroquai
Jamiroquai ([dʒəˈmɪrəkwaɪ]) (рус. Джами́рокуай) — британская группа, одни из наиболее ярких представителей британского эйсид-джаза 1990-х годов. За свою карьеру группа, которую возглавляет вокалист и автор песен Джей Кей, выпустила девять альбомов, проданных тиражом более 30 миллионов копий, получила множество музыкальных наград, включая «Грэмми» и четыре награды MTV, а их альбом Travelling Without Moving попал в Книгу рекордов Гиннесса как самый продаваемый альбом в стиле фанк. Позднее музыка Jamiroquai стала охватывать много направлений, включая поп-фанк, диско, рок, регги, электронные направления и другие.

## История
Карьера Jamiroquai началась в 1992 году, когда вокалист Джей Кей выпустил свой первый сингл «When You Gonna Learn?» на независимом лейбле «Acid Jazz». Песня стала популярной в клубах Великобритании, и Кей подписал контракт с фирмой «Sony» на восемь альбомов. Для записи первого альбома Джей Кей собрал группу, в которую вошли Тоби Смит (клавишные), Стюарт Зендер (бас-гитара), Ник Ван Гельдер (барабаны), DJ D-Zire (диджей) и Уоллис Бьюкенен (диджериду).
Альбом Emergency On Planet Earth вышел 14 июня 1993 г. Благодаря успеху синглов «Too Young To Die» и «Blow Your Mind», альбом занял верхнюю строчку британских хит-парадов, после чего группа отправилась в своё первое мировое турне. Несмотря на успех альбома и концертного тура, музыкальная пресса скептически отнеслась к музыке Jamiroquai, обвиняя их в копировании джаз-фанка 1970-х годов, а Джея Кея — в подражании Стиви Уандеру, что не помешало Emergency оn Planet Earth получить статус платинового диска.
Второй альбом группы The Return Of The Space Cowboy вышел в 1994 г., продемонстрировав высокий уровень музыкального мастерства группы и доказав, что Jamiroquai — это не группа-однодневка.
Первый сингл «Space Cowboy» содержал явные намеки на употребление марихуаны, что было лишь началом кампании Джейсона Кея за легализацию лёгких наркотиков. Это привело к тому, что песню и видеоклип запретили в США, в связи с чем Кею пришлось перезаписать вокал специально для американского сингла, убрав некоторые двусмысленные фразы.
Однако настоящий успех пришёл к группе в 1996 года после выхода третьего, самого коммерчески успешного альбома Travelling Without Moving, проданного тиражом более 11 миллионов копий. Во многом этим группа обязана первому синглу «Virtual Insanity» который вышел в августе 1996 года и занял третье место в Великобритании. Видеоклип на эту песню, который снял режиссёр Джонатан Глэйзер, произвёл настоящий фурор во всём мире. Именно он ознаменовал прорыв Jamiroquai из клубной эйсид-джазовой сцены в мир большого шоу-бизнеса. За этот клип группа получила в 1997 году четыре награды MTV, включая «Лучший клип года». Песни «Cosmic Girl» и «Alright» из этого альбома также стали международными хитами. В 1998 году Jamiroquai за композицию «Virtual Insanity» удостоились награды «Грэмми» в номинации «Лучшее вокальное поп-исполнение дуэтом или группой». Альбом Travelling Without Moving вошёл в Книгу рекордов Гиннесса как «самый коммерчески успешный альбом в стиле фанк».
В 1998 году Jamiroquai записали песню «Deeper Underground» для фильма «Годзилла». Песня продемонстрировала способность музыкантов работать в более тяжёлом стиле и стала единственным на сегодня синглом Jamiroquai, который занял первое место в Великобритании, на песню «Deeper Underground» был снят клип, который является самым дорогостоящим клипом среди всех клипов коллектива.
Четвёртый альбом Synkronized вышел в 1999 году. Большая часть песен альбома была в традиционным для группы стиле, но были и эксперименты, такие как близкий к техно трек «Supersonic» и совсем необычная для Jamiroquai баллада «King For а Day». Первый сингл «Canned Heat» занял четвёртое место и попал в саундтреки к фильмам «Авансцена» (2000) и «Наполеон Динамит» (2004). По популярности «Synkronized» не достиг уровня предыдущего альбома, но всё же объёмы продаж были весьма впечатляющими — 4 миллиона копий. В этом же году Jamiroquai выступили на повторении легендарного Вудстока, «Вудсток-99».
Альбом A Funk Odyssey, вышедший в 2001 году, отличался от предыдущих более электронным звучанием, что продемонстрировал первый сингл «Little L». 
В 2002 году группа выпустила свой первый концертный DVD «Live In Verona».
Материал для шестого альбома был написан и записан в Италии, Испании, Шотландии, США, Коста-Рике и в собственной студии Джейсона Кея в Букингемпшире. Получившийся в результате альбом Dynamite вышел 20 июня 2005 года и  отличается стилистическим разнообразием и сочетает в себе элементы диско, фанка, рока и смус-джаза.
6 ноября 2006 года вышел сборник High Times: Singles 1992-2006, который содержит 17 синглов из предыдущих шести альбомов, а также два новых трека — «Runaway» и «Radio». Лимитированное издание сборника также включает альбом ремиксов. Параллельно был выпущен DVD-сборник клипов группы. Этот релиз обозначил окончание контракта Кея с лейблом Sony.
1 ноября 2010 года состоялся выпуск седьмого по счёту студийного альбома Rock Dust Light Star. Этот альбом стал первым альбомом, выпущенным на лейбле Mercury Records.
В марте 2017 года, после семилетнего перерыва, вышел альбом Automaton.

## Название
Название «Jamiroquai» придумал солист группы Джей Кей, соединив слова jam (джем, спонтанная импровизация группы музыкантов) и Iroquois (ирокезы, название племени североамериканских индейцев), получается «джем-ирокезы».
Пантеизм североамериканских индейцев стал источником вдохновения для Кея, и в буклете к первому альбому Emergency On Planet Earth он указывает на важность их культурного наследия и мировоззрения.
С культурой североамериканских индейцев связан и логотип Jamiroquai — «Buffalo man» («человек-бизон»). Это изображение, также придуманное Кеем, в различных вариациях сопровождает группу на обложках многих альбомов и синглов.

### Произношение названия
В русскоязычном написании и произношении фигурируют различные варианты: Джемирокуай, Джэмирокуай, Джеймирокуай с ударениями на различные слоги. Исходя из английского произношения исходных слов jam [dʒæm] и Iroquois [ˈɪrəˌkwɔɪ] стоит произносить [dʒæmˈirəˌkwɔɪ] — Джэм-и́рокуай.

## Состав
- Джей Кей (англ. Jay Kay) — вокал (с 1992)
- Деррик Маккензи (англ. Derrick McKenzie) — барабаны (с 1994)
- Шола Акингбола (англ. Sola Akingbola) — перкуссия (с 1994)
- Роб Харрис (англ. Rob Harris) — гитара (с 2000)
- Мэтт Джонсон (англ. Matt Johnson) — клавишные (с 2002)
- Пол Тёрнер (англ. Paul Turner) — бас-гитара (с 2005)

+
- Джэймс Рассел (James Russell) — Саксофон и флейта (с 2010)
- Джим Корри — Альт-саксофон (с 2010)
- Мэлольм Стрехэн — Труба (с 2010)

За годы существования группы состав постоянно менялся, в результате чего солист Джей Кей является сегодня единственным участником Jamiroquai, оставшимся из первоначального состава.
На первой записи Jamiroquai «When You Gonna Learn?» на бас-гитаре играл Эндрю Леви из Brand New Heavies. Затем в группу был принят Стюарт Зендер, который играл в группе до 1999 г. Во время записи альбома Synkronized он неожиданно объявил о своём уходе из группы по причине постоянных конфликтов с Джеем Кеем. На смену ему пришёл Ник Файф, который играл в группе до 2004. Для записи альбома Dynamite были приглашены сессионные бас-гитаристы, а для концертного тура к группе присоединился Пол Тёрнер.
Один из участников первоначального состава, главный соавтор песен и давний друг Джея Кея клавишник Тоби Смит ушёл из группы в 2002 г. В соавторстве со Смитом Джей Кей написал такие хиты, как «Too Young To Die», «Virtual Insanity», «Alright», «Deeper Underground» и «Little L». На смену ему пришёл Мэтт Джонсон. Тоби Смит внезапно умер 12 апреля 2017 года в возрасте 46 лет. По неподтверждённым слухам причиной смерти стал рак.
Также в разные годы в группе играли: Уоллис Бьюкенен (диджериду), DJ D-Zire (диджей), Ник Ван Гельдер (барабаны), Саймон Кац (гитара), Саймон Картер (клавишные), Эдриан Ревелл (саксофон и флейта), Уинстон Роллинс (тромбон), а также множество приглашённых студийных музыкантов.

## Дискография
- 1993 — Emergency on Planet Earth
- 1994 — The Return of the Space Cowboy
- 1996 — Travelling Without Moving
- 1999 — Synkronized
- 2001 — A Funk Odyssey
- 2005 — Dynamite
- 2006 — High Times: Singles 1992-2006
- 2010 — Rock Dust Light Star
- 2017 — Automaton